# Carlo Possenti
Carlo Possenti (Milano, 21 novembre 1806 – Roma, 19 dicembre 1872) è stato un ingegnere e politico italiano.
Nel 1860 partecipò ai progetti per la bonifica della Val di Chiana.
Fu senatore del Regno d'Italia nella XI legislatura dal 1870 fino alla morte nel 1872.

## Opere

Nota sulla scala padimetrica di Pontelagoscuro (1867)

- Carlo Possenti, Secondo abbozzo di progetto d'un canale per irrigazione ed usi domestici dei comuni dell'alto milanese e per navigazione fra Milano ed il Lago Maggiore, Milano, Tip. di Domenico Salvi e Comp., 1857.
- Carlo Possenti, Secondo abbozzo di canale di derivazione dal lago di Lugano, [Milano], [Tipografia degli ingegneri], [1863].
- Carlo Possenti, Nota sulla scala padimetrica di Pontelagoscuro, Milano, Tipogr. di Zanetti Francesco, 1867.
- Carlo Possenti, Sulla distinzione delle acque pubbliche dalle private e sull'applicazione dell'articolo 543 del Codice civile, [Firenze], [Tipografia Cenniniana], [1869].
- Carlo Possenti, Della sistemazione idraulica nella Valdichiana relazione dell'Ispettore nel genio civile C. Possenti al regio Ministero dei lavori pubblici, [Italia].
- Carlo Possenti, Risposta dell'ing. Carlo Possenti alle osservazioni fatte dal sig. Carlo Cattaneo sul secondo abbozzo d'un progetto di canale per l'alto milanese, [Italia].
- Carlo Possenti, Nuova proposta di sistemazione del basso Reno, [Italia].